# Chittenden
Chittenden är en kommun (town) i Rutland County i delstaten Vermont i USA. Vid folkräkningen år 2000 bodde 1 182 personer på orten. Den har enligt United States Census Bureau en area på totalt 192,2 km², varav 3,1 km² är vatten.  